# Słowino
Słowino (do 1945 niem. Schlawin) – wieś w Polsce położona w województwie zachodniopomorskim, w powiecie sławieńskim, w gminie Darłowo przy drodze krajowej nr 37.
Według danych z 28 września 2009 roku wieś miała 400 stałych mieszkańców.
W latach 1975–1998 miejscowość położona była w województwie koszalińskim.

## Historia
Biskup kamieński Herman przekazał część wsi (wtedy osadę opuszczoną) jako uposażenie klasztoru cystersów w Bukowie Morskim. Zostało to potwierdzone w 1270, 1275  i 1290 roku oraz poszerzone do rozmiaru całej wsi.
Po reformacji i sekularyzacji dóbr klasztornych Słowino stało się własnością książęcą, a następnie podlegało Domenie Darłowskiej.

## Zabytki
- Kościół z lat 70./80.  XIX wieku, neogotycki o gładkich elewacjach, nadbudowany na murach wcześniejszej świątyni z ok. 1500. Podstawa wieży gładka poza ostatnią, ośmioboczną kondygnacją wieży ożywioną blendami i dekoracyjnymi fryzami[4]
- Pomnik ofiar poległych w I wojnie światowej
- Lapidarium
- Fabryka Konserw i Wędlin; Fabryka Wina „Pomersche Wurstfabrik”
- Chałupa nr 71
- Zagroda nr 70
- Zagroda nr 75
- Chałupa nr 60
- Chałupa nr 66